# 7,62×51mm NATO
O 7,62×51mm NATO (nomenclatura oficial da OTAN 7,62 NATO) é um cartucho de fuzil sem aro desenvolvido na década de 1950 como padrão para armas ligeiras entre os países da OTAN. Não deve ser confundido com o cartucho russo 7,62×54mmR, ou mesmo com o 7,62x39mm, a munição padrão da maioria dos rifles da família AK.

## História
Logo após a Segunda Guerra Mundial, a Organização do Tratado do Atlântico Norte planejava adotar um cartucho padrão para seus países membros. Esses planos inicialmente se concretizaram no 7,62x51mm. Os belgas, com a FN Herstal, projetaram um dos primeiros fuzis no calibre, o FN Model 1949. Esse fuzil não teve sucesso comercial e logo foi substituído pelo FN FAL, apelidado de "o braço direito do mundo livre".
Foi introduzido no serviço dos EUA no rifle M14 e a metralhadora M60 no final dos anos 50. O M14 foi substituído no serviço dos EUA, pois a infantaria adotou o M16 em 5,56×45mm NATO. No entanto, o M14 e muitas outras armas de fogo que usam 7,62×51mm permanecem em serviço, especialmente no caso de vários rifles de precisão, metralhadoras médias, como o M240, e vários fuzis em uso por forças de operações especiais, o mais famoso deles sendo o HK417. O cartucho é usado tanto pela infantaria quanto por armas montadas e serviços tripulados montadas em veículos, aeronaves e navios.
No Brasil, foi adotado oficialmente em 1964, com a chegada dos primeiros FAL ao Exército Brasileiro. Continua em uso até hoje, com o IMBEL IA2 e com o IMBEL AGLC. Também é usado por diversas polícias.

## Desempenho

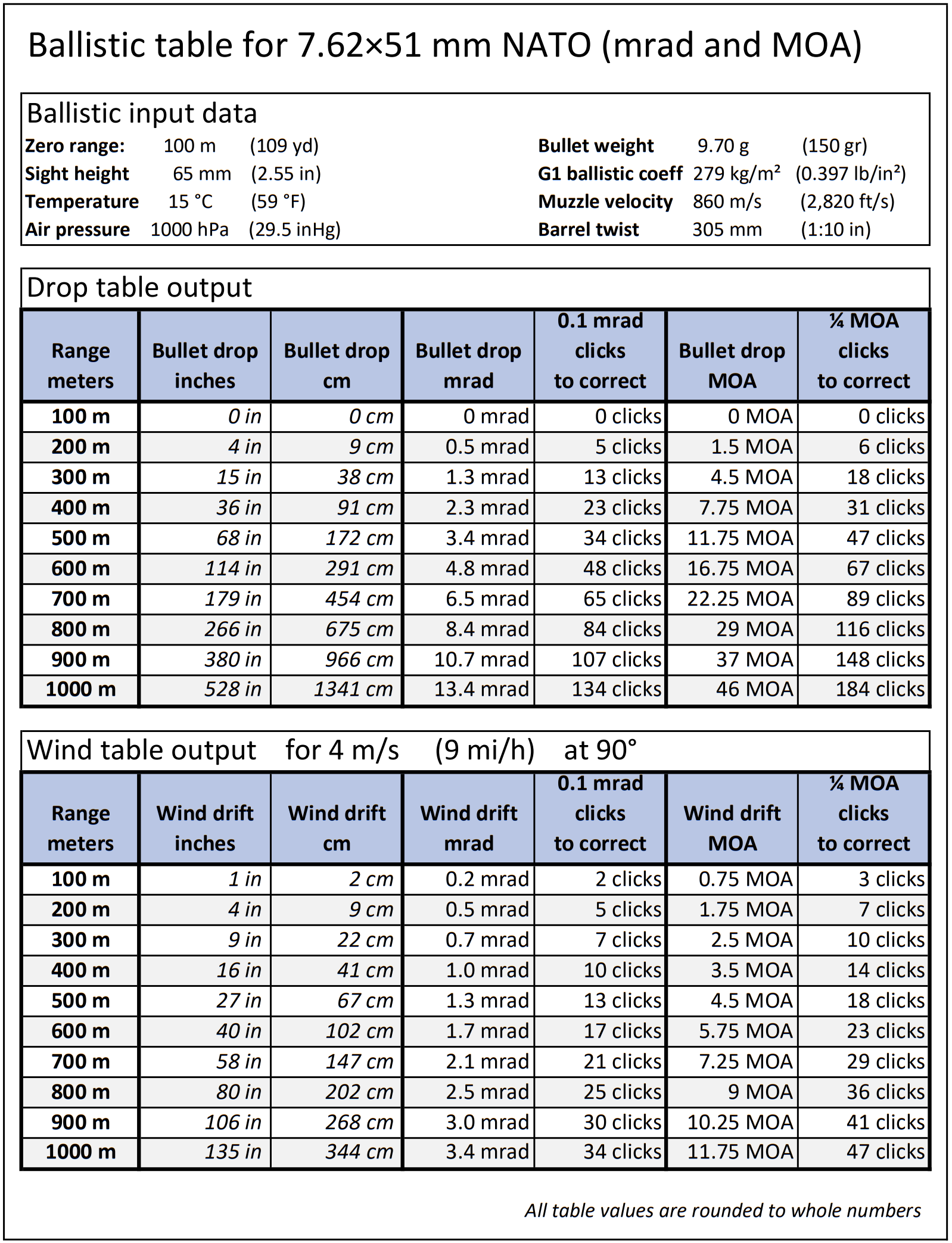
Tabela balística da munição (em inglês).

O cartucho NATO de 7,62 × 51 mm possui um desempenho balístico muito próximo do 30-06 Springfield M1906. Os propelentes modernos permitem um desempenho similar de com menos capacidade de carga. O estojo mais curto permite uma ligeira redução no tamanho e peso das armas de fogo que o abrigam e uma melhor ciclagem em armamentos automáticas e semiautomáticas. O 30-30 Springfield M1906  pesava 26,1 gramas (403 gr), e o 7,62 × 51 milímetros NATO M80 pesa 25,4 gramas (392 gr).

## Semelhança com o .308 Winchester

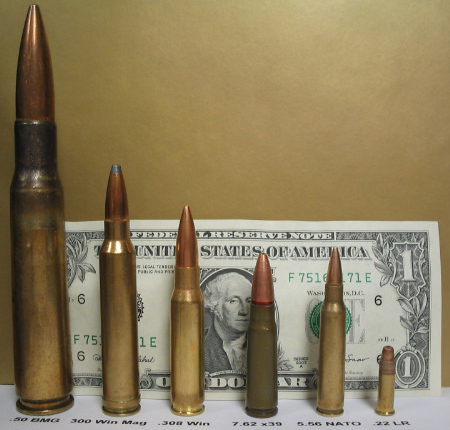
Rifle cartridges - L to R: .50 BMG, 300 Win Mag, .308 Winchester, 7.62x39mm, 5.56 NATO, .22 LR

Apesar de não serem idênticos, os cartuchos 7,62×51mm NATO e o comercial .308 Winchester são semelhantes o suficiente para o uso em armas de mesmo calibre, mas os cartuchos Winchester .308 são normalmente carregados com mais propelente que cartuchos 7,62×51mm NATO. Embora o Instituto dos Fabricantes de Armas e Munições Desportivas (Em inglês: SAAMI) não considerar inseguro disparar cartuchos comerciais em armas de câmara para cartuchos da NATO (OTAN), há uma discussão significativa sobre possíveis danos à arma de fogo devido suas diferentes propriedades.Enquanto o debate vai nos dois sentidos, o ATF recomenda verificar a estampilha no cano; se não tiver certeza, pode-se consultar o fabricante da arma de fogo.